# Alexis Kossenko
Répertoire
Musique baroque
Alexis Kossenko, né à Nice en 1977, est un flûtiste, chef d'orchestre et musicologue français.

## Formation
Alexis Kossenko a suivi les cours du flûtiste Alain Marion au Conservatoire national supérieur de Paris, où il décrocha un Premier prix, ainsi que ceux de Marten Root au Conservatoire Sweelinck d'Amsterdam, qui lui décerna un diplôme de soliste.

## Carrière

### Carrière de flûtiste
La carrière de flûtiste d'Alexis Kossenko comprend des collaborations régulières avec de nombreux ensembles comme La Chambre Philharmonique, Le Concert d'Astrée, Stradivaria, l'Ensemble Matheus, l'Orchestre Révolutionnaire et Romantique, les Barokksolistene, la Philharmonie der Nationen, l'Orchestre de chambre de Paris, l'Orchestre national d'Auvergne, Anima Eterna, la Kölner Akademie, La Grande Écurie et la Chambre du Roy, le Concerto Copenhagen, l'ensemble Capriccio Stravagante, Les Paladins, Le Concert Spirituel, Le Cercle de l’Harmonie, l'Orchestre baroque de l'Union européenne,.

### Carrière de chef d'orchestre
En parallèle avec sa carrière de flûtiste, Alexis Kossenko développe des activités de chef d'orchestre, comme chef invité des ensembles B'Rock (Belgique), Holland Baroque Society (Pays-Bas), European Union Baroque Orchestra, Le Concert d'Astrée (France) et Arte dei Suonatori (Pologne),.
En 2010, il fonde l'ensemble international de musique baroque sur instruments anciens et de musique classique Les Ambassadeurs. À partir de 2020, il le réunit avec La Grande Écurie et la Chambre du Roy sous le nom « Les Ambassadeurs - La Grande Écurie ».

## Discographie

### Comme chef d'orchestre

#### Avec l'ensemble Arte dei Suonatori
- Intégrale des concertos de Carl Philipp Emanuel Bach (10 de Classica Répertoire, 5 étoiles de Goldberg, Choc du Monde de la musique)[1](Alpha, 2008 et 2009)
- Leçons de ténèbres de Marc-Antoine Charpentier avec Stephan MacLeod (baryton) (Alpha, 2011)
- Concertos pour flûte d'Antonio Vivaldi (Editor's Choice de Gramophone) (Alpha)

#### Avec l'orchestre Les Ambassadeurs
- 2013 : Concerti per l'Orchestra di Dresda d'Antonio Vivaldi (Alpha)[4]
- 2013 : Le Grand Théâtre de l'Amour de Jean-Philippe Rameau avec Sabine Devieilhe (soprano), Samuel Boden (ténor), Aimery Lefevre (baryton) et le Jeune Chœur de Paris (Erato)[5]
- 2014 : Sonates en trio de Carl Philip Emanuel Bach (Alpha)
- 2015 : Ouverture & Concerti pour Darmstadt de Telemann (Alpha)
- 2022 : Zoroastre (version 1749) de Jean-Philippe Rameau, avec Jodie Devos, soprano, Véronique Gens, soprano, Reinoud Van Mechelen, haute-contre, Le Chœur de chambre de Namur, Les Ambassadeurs, La Grande Écurie (Alpha)[6]

### Comme flûtiste
- Concertos & Symphonies de Joseph Touchemoulin par l'ensemble Les Inventions, dir. Patrick Ayrton (Ramée, 2008)